# Сан-Клементе (Лоле)
Сан-Клементе (порт. São Clemente) — район (фрегезия) в Португалии, входит в округ Фару. Является составной частью муниципалитета Лоле. По старому административному делению входил в провинцию Алгарве (регион). Входит в экономико-статистический субрегион Алгарве, который входит в Алгарве. Население составляет 14 406 человек на 2001 год. Занимает площадь 47,42 км².